# Tones on Tail
I Tones on Tail sono stati un gruppo post-punk britannico formato nel 1982, originariamente come side project di Daniel Ash del gruppo gothic rock Bauhaus.

## Storia
I Tones on Tail furono formati all'inizio del 1982 da Daniel Ash quando era ancora un membro dei Bauhaus. La band era originariamente un duo con Glenn Campling, un amico di scuola d'arte e coinquilino che era stato anche un roadie per il Bauhaus. Il nome della band era un riferimento al modo in cui i toni di calibrazione venivano registrati sulla "coda" del nastro da bobina a bobina.
I Tones on Tail pubblicarono il loro EP di debutto omonimo su 4AD nel marzo 1982, seguito dal singolo There's Only One!, pubblicato da Beggars Banquet Records il 24 settembre. Ash cantava e suonava la chitarra, Campling suonava il basso ed entrambi suonavano percussioni e tastiere.
Dopo lo scioglimento dei Bauhaus nel 1983, Ash e Campling furono raggiunti dal batterista dei Bauhaus Kevin Haskins e la band divenne un impegno a tempo pieno per tutti e tre i membri. La loro prima uscita come trio fu l'EP Burning Skies, pubblicato da Situation Two il 6 maggio 1983.
Il loro unico album in studio, Pop, è stato pubblicato da Beggars Banquet il 6 aprile 1984 nel Regno Unito; con i singoli Performance (uscito il 9 marzo) e Lions (uscito l'11 maggio). L'album è stato pubblicato anche in Nord America in forma modificata come The Album Pop. Go!, il popolare lato B di Lions, è stato pubblicato da solo come singolo in Canada, su licenza della Vertigo Records. Nell'ottobre 1984, il gruppo intraprese un breve tour di 12 date negli Stati Uniti; in concerto, la band indossava solo abiti bianchi.
L'ultimo singolo di Tones on Tail, "Christian Says", fu pubblicato il 9 novembre 1984.
La band si sciolse alla fine del 1984 e Ash e Haskins formarono rapidamente I Love and Rockets con l'ex bassista dei Bauhaus David J.
Nel 1998 uscì Everything!, una raccolta con tutti i brani dei Tones on Tail in forma rimasterizzata, oltre a un'intervista radiofonica con Ash e Haskins.

## Formazione
- Daniel Ash
- Glenn Campling
- Kevin Haskins

## Discografia

### Album
- 1984 - Pop

### EP
- 1982 - Tones on Tail
- 1983 - Burning Skies
- 1998 - Something!

### Singles
- 1982 - "There's Only One!"
- 1983 - "Burning Skies"
- 1984 - "Performance"
- 1984 - "Lions"
- 1984 - "Go!"
- 1984 - "Christian Says"

### Raccolte
- 1985 - Tones on Tail
- 1987 - Night Music
- 1990 - Tones on Tail
- 1998 - Everything!
- 2011 - Weird Pop